# Blatte de Byzance
Unguis odoratus

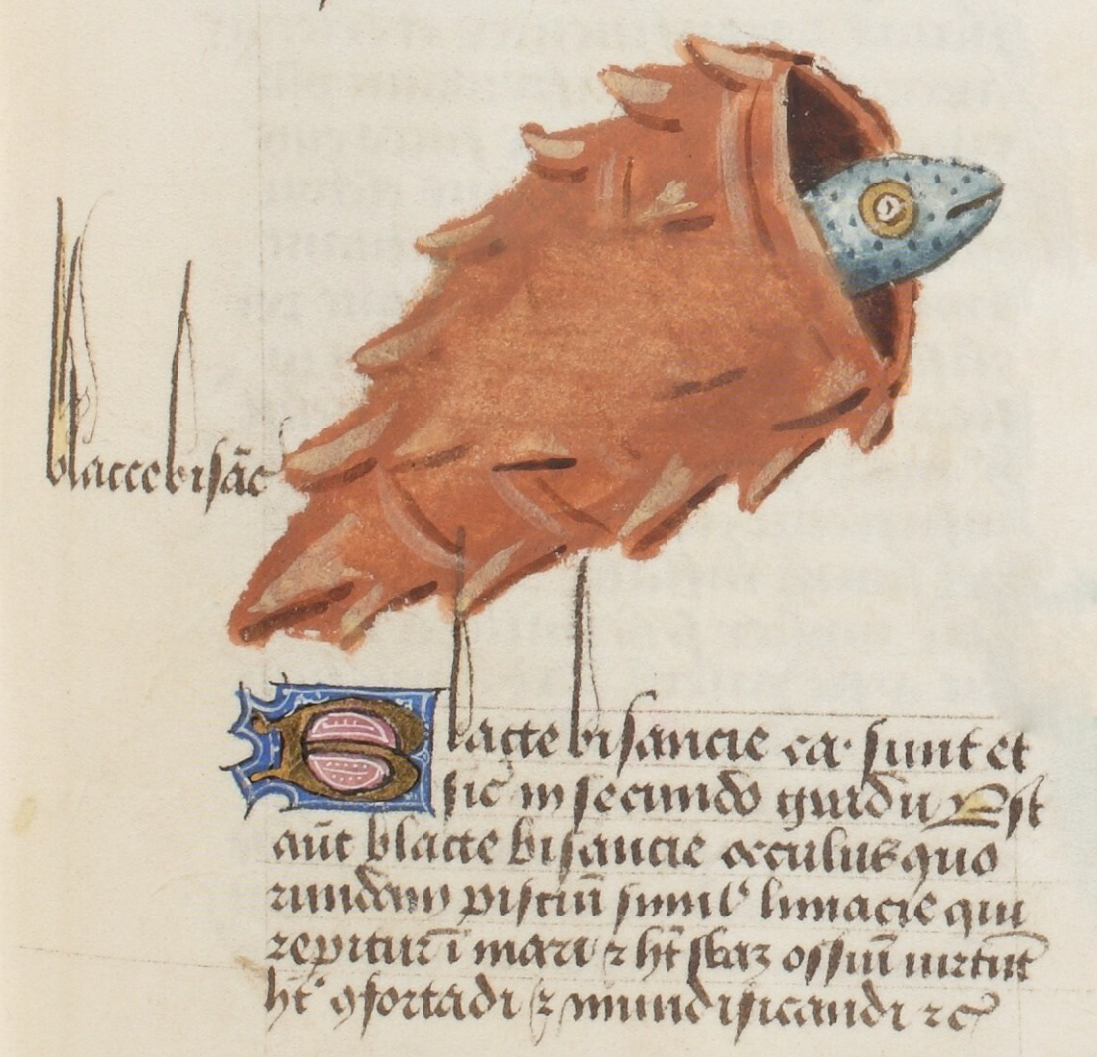
Blatte de Byzance dans le Tractatus de herbis du manuscrit alfa.l.09.28 de la bibliothèque Estense de Modène.

Les blattes de Byzance, parfois appelées unguis odoratus dans les sources latines, désignaient les opercules de certains mollusques gastéropodes dont on faisait usage en médecine et en parfumerie. Pêchés en mer Rouge, dans l'océan Indien ou dans le golfe Persique, ces coquillages, qu'on croyait venir de Byzance, parvenaient en Europe par le commerce des épices.

## Identification
Certaines sources identifient les blattes de Byzance comme l'espèce Strombus lentiginosus. D'autres mollusques sont aussi cités, comme Chicoreus virgineus (en), Lambis truncata ou Strombus tricornis (en).